# Dennis Smit
Dennis Smit (Zwanenburg, 18 februari 1981) is een Nederlands voormalig professioneel wielrenner. Hij reed voor onder andere Van Vliet-EBH Advocaten en Ubbink-Syntec Cycling Team. Van 2012-2014 kwam hij uit voor het Metec Continental Cyclingteam (2012)/Metec-TKH Continental Cyclingteam (2013-2014).
Hij is de zoon van oud-wielrenner Theo Smit.

## Belangrijkste overwinningen
2004
Parel van de Veluwe
2005
Beverwijk
Kwintsheul
Oud-Beijerland
Zoeterwoude
2007
Ster van Zwolle
Ronde van Waddinxveen
2008
Zwanenburg
Ronde van 's Gravendeel
2010
Ronde van Haarlemmerliede en Spaarnwoude
Ronde van Papendrecht
2011
Parel van de Veluwe
Ronde van Hank
Ronde van Nunspeet
Ronde van Noordeloos
Cityronde Van Tiel
Ronde van Barendrecht
Kermisronde Bergeijk
Dalen
Grote Ronde van 's Gravendeel
2012
Ronde van Papendrecht
Pinkster Drie Ronde van Krommenie
Noord-Hollands Kampioenschap